# 宮崎県の観光地

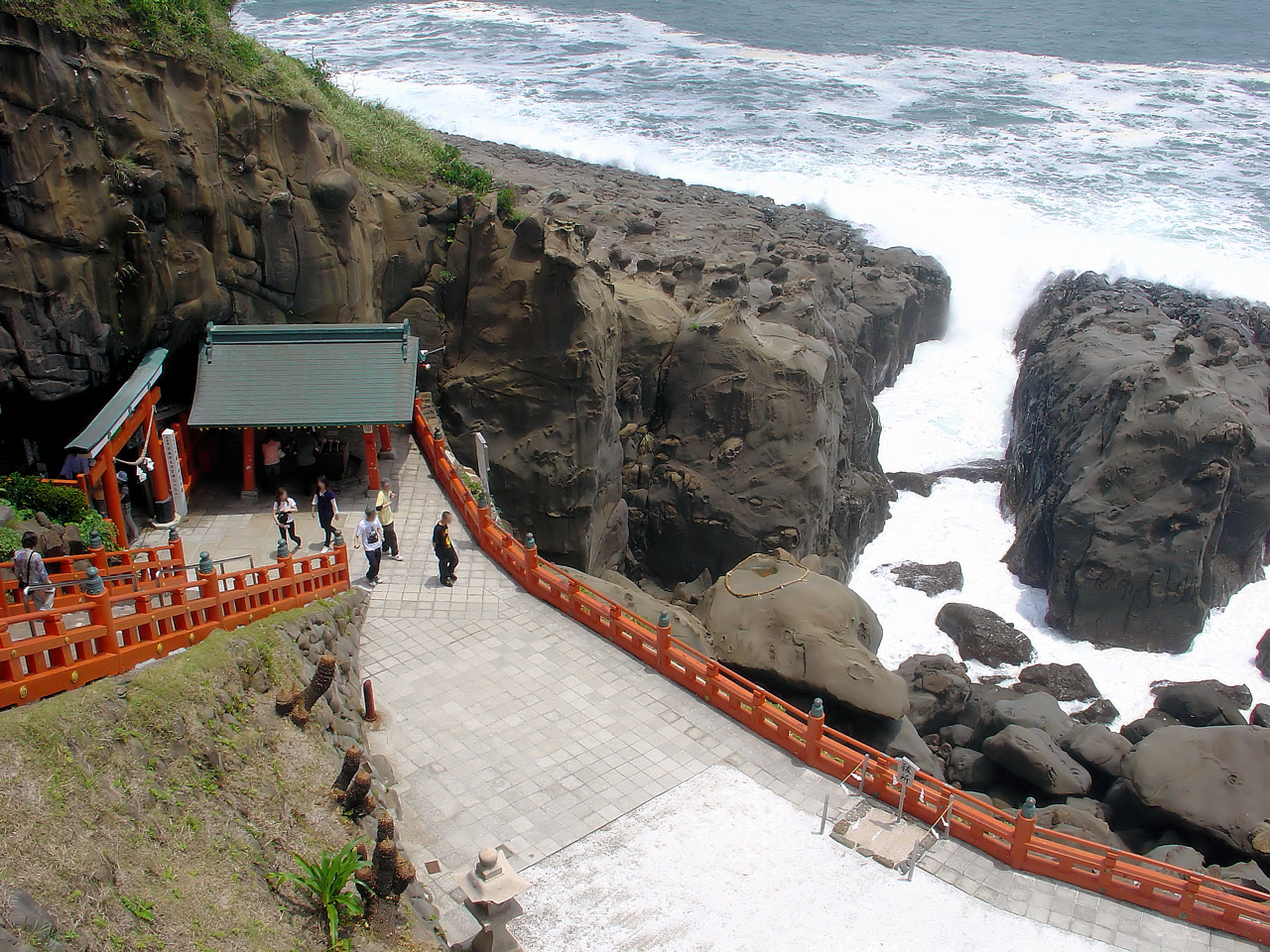
日南海岸・鵜戸神宮

宮崎県の観光地（みやざきけんのかんこうち）は、宮崎県内の主要な観光地等に関する項目である。

## 対象別

### 文化財等

#### 世界遺産
なし

#### 国宝建築
なし

#### 国の名勝
- 尾鈴山瀑布群（児湯郡都農町）
- 五箇瀬川峡谷（高千穂峡谷）（西臼杵郡高千穂町）
- 比叡山および矢筈岳（延岡市・西臼杵郡日之影町）
- 妙国寺庭園（日向市）
- 鵜戸（日南市）

- 尾鈴山瀑布群（矢研の滝）
- 高千穂峡谷
- 妙国寺庭園
- 鵜戸

#### 特別天然記念物
- 青島亜熱帯性植物群落
- 都井岬ソテツ自生地
- 内海のヤッコソウ発生地

- 都井岬ソテツ自生地

#### 重要伝統的建造物群保存地区
- 飫肥
- 美々津
- 十根川

- 飫肥
- 美々津
- 十根川

#### 重要文化的景観
- 酒谷の坂元棚田及び農山村景観

#### 重要文化財・史跡等
特別史跡
- 西都原古墳群

- 高千穂神社
- 西都原古墳群

#### 登録記念物
- 賀来飛霞標本
- 旧報恩寺庭園
- 旧伊東伝左衛門庭園

#### 文化施設
博物館・美術館
- 宮崎県総合博物館
- 都城歴史資料館
- 宮崎県立美術館

#### その他
- 高千穂郷・椎葉山の山間地農林業（世界農業遺産）

### 公園等

#### 国立・国定・国営公園
- 国立公園
  - 霧島錦江湾国立公園
- 国定公園
  - 日豊海岸国定公園
  - 祖母傾国定公園
  - 九州中央山地国定公園
  - 日南海岸国定公園

- 霧島錦江湾国立公園
（えびの高原）
- 日豊海岸国定公園
（枇榔島）
- 祖母傾国定公園
（祖母山）
- 九州中央山地国定公園
（綾の照葉樹林）

#### 県立自然公園
- 祖母傾県立自然公園
- 尾鈴山県立自然公園
- 西都原杉安峡県立自然公園
- 母智丘関之尾県立自然公園
- わにつか県立自然公園
- 矢岳高原県立自然公園

#### 県立都市公園
- 平和台公園
- 宮崎県総合文化公園
- 宮崎県総合運動公園
- 特別史跡公園西都原古墳群
- 阿波岐原森林公園

- 平和台公園
- 宮崎県総合文化公園
（宮崎県立芸術劇場）
- 宮崎県総合運動公園
（KIRISHIMAサンマリンスタジアム宮崎）

#### 大型公園・動物園・植物園・遊園地
大型公園
動物園・植物園・遊園地
- 宮崎市フェニックス自然動物園
- 青島亜熱帯植物園
- フローランテ宮崎
- 延岡植物園
- 青島リゾートこどものくに

- 神柱公園
- 宮崎市フェニックス自然動物園
- 延岡植物園

#### 恋人の聖地
- 創造の森（酒泉の杜）

### 祭事・行事等
- 宮崎神宮大祭
- ジャカランダまつり
- 飫肥城下祭り
- 都井岬火まつり
- 六月灯
- 山之口の文弥人形 - 重要無形民俗文化財
- 高原の神舞 - 重要無形民俗文化財
- 高鍋城灯籠まつり
- 米良神楽 - 奉納踊は重要無形民俗文化財
- のべおか七夕まつり
- 日向ひょっとこ夏祭り
- 高千穂の夜神楽 - 重要無形民俗文化財
- 椎葉神楽 - 重要無形民俗文化財
- 五ヶ瀬の荒踊 - 重要無形民俗文化財
- 熊襲踊り - 県指定無形民俗文化財

- 宮崎神宮大祭
- 高千穂の夜神楽
- 椎葉神楽

## 地域別

### 宮崎・東諸県地域
- 宮崎市 - 青島（青島神社、鬼の洗濯岩、青島海水浴場、日向神話館など）、宮崎神宮、シーガイア、道の駅フェニックス、青島亜熱帯植物園、堀切峠、平和台公園、宮崎空港、宮崎県総合博物館、フェニックス自然動物園、青島リゾートこどものくに、宮崎県庁舎、フローランテ宮崎、住吉神社、宮崎県立美術館、江田神社、宮交シティ、宮崎県総合運動公園、一ッ葉海水浴場、橘公園通り、道の駅高岡、トム・ワトソンゴルフコース、愛宕神社、フェニックスカントリークラブ、宮崎科学技術館、白浜海水浴場、宮崎カントリークラブ、阿波岐原森林公園、大淀川学習館、道の駅田野、宮崎神宮大祭
- 国富町 - 不動の滝、諏訪神社、釈迦ヶ岳、法華嶽公園
- 綾町 - 綾・国際クラフトの城、酒泉の杜、綾城、照葉大吊橋・照葉樹林文化館

- シーガイア
- 青島
- 照葉大吊橋

### 南那珂地域
- 日南市 - 鵜戸神宮、サンメッセ日南、日南海岸、飫肥の街並み（飫肥城、旧伊東伝左衛門家、振徳堂、旧山本猪平家など）、猪崎鼻公園、道の駅なんごう、トロピカルドーム、マリンビューワーにちなん、道の駅酒谷、大島、堀川運河
- 串間市 - 都井岬（都井岬灯台、御崎馬など）、志布志湾大黒イルカランド、幸島のサル

- 飫肥城
- 都井岬

### 北諸県地域
- 都城市 - 青井岳温泉、霧島ファクトリーガーデン、道の駅都城NiQLL、関之尾滝、かかしの里ゆぽっぽ、東霧島神社、早水公園、高千穂峰、観音池公園、都城島津氏邸、ユメミガオカキッズパーク、たちばな天文台、関之尾の甌穴、旧後藤家商家交流資料館、高千穂牧場、母智丘公園、六月灯
- 三股町 - 椎八重公園

- 鹿児島県境の高千穂峰。高千穂牧場より
- 関之尾滝
- 母智丘公園
- 都城島津邸

### 西諸県地域
- 小林市 - 韓国岳、生駒高原、すきむらんど、三之宮峡、出の山公園・出の山淡水魚水族館、のじりこぴあ、北きりしま物産センター「四季彩館」、陰陽石
- えびの市 - えびの高原、白鳥温泉、道の駅えびの、えびのループ橋、不動池、グリーンパークえびの、狗留孫峡、京町温泉
- 高原町 - 霧島東神社、湯之元温泉、御池

- 生駒高原
- 京町温泉

### 児湯地域
- 高鍋町 - 高鍋大師
- 都農町 - 都農ワイナリー、都農神社、道の駅つの、矢研の滝
- 川南町 - 宗麟原供養塔
- 木城町 - 木城温泉
- 新富町 - 湯ノ宮の座論梅
- 西都市 - 西都原古墳群、西都原ガイダンスセンター このはな館、さいと温泉、宮崎県立西都原考古博物館、下水流臼太鼓踊、西都古墳まつり
- 西米良村 - 西米良温泉ゆた〜と、かりこぼうず大橋

- 都農神社
- 高鍋大師

### 県北地域
- 延岡市 - 西郷隆盛宿陣跡資料館、道の駅北川はゆま、延岡城跡、鏡山、愛宕山、那智の滝、行縢山、比叡山、祝子川温泉、高島、延岡植物園、南北浦海岸
- 日向市 - 日向岬（馬ヶ背、細島灯台、米の山展望台など）、大御神社、道の駅日向・日向サンパーク、お倉ヶ浜海水浴場、日向仏舎利塔、美々津、妙国寺庭園、細島みなと祭り、起きよ祭り
- 門川町 - かどがわ温泉心の杜
- 美郷町 - 神門神社
- 諸塚村 - 黒岳
- 椎葉村 - 国見岳、那須家住宅、椎葉神楽
- 高千穂町 - 高千穂峡・真名井の滝、天安河原、高千穂神社、天岩戸神社、国見ヶ丘、高千穂あまてらす鉄道、道の駅高千穂、槵觸神社、栃又棚田、秋元神社、祖母山、荒立神社、二上山、高千穂の夜神楽
- 日之影町 - 英国館、青雲橋
- 五ヶ瀬町 - 白滝、浄専寺

- 行縢山
- 日向岬
（願いが叶うクルスの海）
- 高千穂神社